# Ibrahim Muhawi
Ibrahim Muhawi (arabisch إبراهيم مهوي; * 1937 in Ramallah) ist ein palästinensischer Schriftsteller, Märchenerzähler und Übersetzer.

## Leben
Muhawi wurde in Ramallah in einer christlichen palästinensischen Familie geboren. Nachdem er dort 1959 die Ramallah Friends School abgeschlossen hatte, ließ er sich in San Francisco nieder. Dort erwarb er am Heald College einen Abschluss in Elektrotechnik. 1964 machte er an der California State University, East Bay seinen Bachelor in Englisch in Hayward und 1969 den Master-Abschluss an der University of California, Davis.
1969 wurde Muhawi Englischdozent an der Brock University in St. Catharines (Ontario) und wechselte 1975 an die Universität von Jordanien in Amman. 1978 ging er als Vorsitzender der Englisch-Fakultät an die Universität Bir Zait ins Westjordanland. 1980 bis 2007 war er Professor für Vergleichende Literatur an der University of Oregon in Eugene.
Muhawi ist ein Kenner des palästinensischen Dichters Mahmud Darwisch. Er hat sowohl dessen Erinnerungen an die israelische Invasion des Libanon 1982 als auch dessen Erfahrungen von Hausarrest, Gefängnis und Verhöre durch israelische Soldaten übersetzt.

## Auszeichnungen
- 2011: PEN-Übersetzungspreis für die Übersetzung von Mahmud Darwischs Journal of an Ordinary Grief

## Artikel
- 'Contexts of Language in Mahmoud Darwish,' Centre for Contemporary Arabic Studies, Georgetown University, 2009
- 'Towards a Folkloristic Theory of Translation,', School of Oriental and African Studies
- Dialogues with Imaginary Partners, PEN American Center, 21. Dezember 2011
- Towards a Folkloristic Theory of Translation in: Theo Herman (ed.) Translating Others, Band II (2006), Routledge 2014 S. 365ff
- Review of Micheline Galley (ed.), Le Figuier magique et autres contes algériens dits par Aouda, Paris: Librarie Orientaliste Paul Geuthner, 2003,' in Fairy Tales, Printed Texts, and Oral Tellings, Marvels and Tales:Journal of Fairy-Tale Folklore, Vol.21, Wayne State University, 1. April 2007 S. 151ff
- Werke in worldcat.org

## Übersetzungen
- Speak, bird, speak again, Palestinian Arab folk tales, zusammen mit Sharif Kanaana, University of California Press 1989
- Mahmud Darwisch: Memory for Forgetfulness, (Dhākira li l-nisyān), University of California Press, 1995.[4]
- Mahmud Darwisch: Journal of an ordinary grief, (Yawmiyyât al-Huzn al-‘Âdî, 1973) Steerforth Press, 2012